# Alexander Frangenheim
Alexander Frangenheim (Wuppertal, 1959) is een Duitse jazzcontrabassist.

## Biografie
Frangenheim studeerde aanvankelijk beeldhouwkunst aan de Kunstakademie Stuttgart en klassieke contrabas bij Reinald Schwarz. Zijn werkzwaartepunt is de vrije improvisatie en de nieuwe improvisatiemuziek. Hij was mede-oprichter van het Produktionszentrum Tanz und Performance in Stuttgart en hij organiseerde van 1992 tot 2003 het festival concepts of doing – Interaktion Tanz Musik. Hij speelde o.a. bij Performances met de schilder K.R.H. Sonderborg en de dansers Julyen Hamilton, Fine Kwiatkowski en Benoît Lachambre. Frangenheim was van 1997 tot 2003 lid van het Berlijnse ensemble Zeitkratzer.
Sinds 1988 werkt hij samen met muzikanten van het improvisatie-circuit als John Butcher, Thomas Lehn, Paul Lovens, Phil Minton, David Moss, Roger Turner, Günter Christmann, Axel Dörner, Chris Burn, Jim Denley, Steve Noble, Phil Minton, Michael Griener, Evan Parker, Dorothea Schürch, Herb Robertson, Charlotte Hug, Ute Wassermann, Urs Leimgruber en de Neue Dresdner Kammermusik.

## Privéleven
Frangenheim woont sinds 2005 in Berlijn.

## Discografie
- 1996: Twisters (met Tony Bevan en Steve Noble), Scatter
- 1998: Further Lock (met Phil Durrant), Concepts Of Doing
- 1998: Alla Prima (met Günter Christmann), Concepts Of Doing
- 2007: the hot days (met Chris Heenan, Michael Griener, Christian Weber, Gunnar Brandt-Sigurdsson, Dietrich Eichmann), Leo Records
- 2010: CORE (met Günter Christmann en Elke Schipper), Creative Sources
- 2010: The Knife Again, Creative Sources

- Gemeinsame Normdatei: 134952561
- International Standard Name Identifier: 0000 0000 5583 4644
- Library of Congress Control Number: nr2004005381
- MusicBrainz: e0749d6b-4acf-4724-ba67-bd61cca35f76
- Virtual International Authority File: 79875432
- WorldCat: E39PBJmhVHCPMdHyq8XqQkWhpP